# شرلوک هلمز: جنایات و مکافات
«شرلوک هلمز: جنایات و مکافات» (انگلیسی: Sherlock Holmes: Crimes & Punishments) یک بازی ویدئویی در سبک بازی اکشن-ماجرایی است که توسط Focus Home Interactive و در سال ۲۰۱۴ منتشر شد. «شرلوک هلمز: جنایات و مکافات» در پلت‌فرم‌های پلی‌استیشن ۴، اکس‌باکس ۳۶۰، پلی‌استیشن ۳، و مایکروسافت ویندوز منتشر شده‌است. این بازی راویت کننده داستان شرلوک هلمز جرمی برت و ادوارد هاردویک است

## داستان و پرونده‌های بازی
داستان بازی در سال‌های ۱۸۹۴ تا ۱۸۹۵ رخ می‌دهد و ۶ پرونده‌ی آن مستقل از یکدیگر هستند که برخی از آنها الهام گرفته از داستان‌های اصلی شرلوک هولمز به قلم سر آرتور کانن دویل هستند.

۱- سرنوشت پیتر سیاه: بازرس لستراد پرونده‌ای را به هولمز ارجاع می‌دهد که پیتر کری، یک کاپیتان شکار نهنگ، در کابین خانه خود با یک وسیله مخصوص شکار نهنگ، کشته شده است. این پرونده اقتباسی از داستان «ماجرای پیتر سیاه» است.

۲- معما روی ریل: مایکرافت از شرلوک هولمز می‌خواهد تا پیگیر آنارشیست‌هایی باشد که قصد نابودی دولت بریتانیا را دارند، اما چون شرلوک علاقه‌ای به سیاست ندارد این درخواست را رد کرده و با واتسون به استافوردشایر می‌رود. وقتی پس از یک هفته تصمیم به برگشت به لندن را می‌گیرند، متوجه ناپدید شدن قطار شده و شروع به تحقیق درباره این موضوع می‌کنند.

۳- حمام خون: این بار لستراد پرونده آنارشیست‌ها را به هولمز ارجاع می‌دهد اما هولمز باز هم رد می‌کند. اما قبول می‌کند پرونده‌ای را پیگیری کند که در آن یک سیاستمدار در سونای بخار در بسته درون حمام رومی به قتل رسیده که مربوط به فرقه «میتراییسم» است.

۴- ماجرای ابی گرنج: این پرونده نیز الهام گرفته از داستان «ماجرای ابی گرنج» است. دو سارق، یوستاس برکنستال، یک آریستوکرات عصبی را کشته، همسرش را گروگان گرفته و زیورآلات نقره‌ای او را دزدیده‌اند. 

۵- درام باغچه کیو (Kew): یک دوست قدیمی از هولمز می‌خواهد درباره سرقت گیاهان خاص گلخانه‌اش تحقیق کند. در این بین هولمز می‌فهمد مسئول گلخانه چند روز قبل از سرقت از دنیا رفته و حالا هولمز احتمالا درباره قتل هم باید تحقیق کند.

۶- پیاده روی ماه نیمه: ویگینز به دیدن هولمز می‌آید و می‌گوید برادر بزرگترش به جرم قتل دو نفر در بازداشت است. هولمز شروع به تحقیق می‌کند و مسیر پرونده عوض می‌شود.

همچنین هولمز در حین بررسی آخرین پرونده با آنارشیست‌ها رو به رو می‌شود و آن‌ها سعی می‌کنند هولمز را متقاعد کنند که کاری که می‌خواهند انجام دهند به نفع همه‌ی مردم است. اینجا بازیکن می‌تواند انتخاب کند که جلوی آنها بایستد یا بگذارد به کارشان ادامه دهند.